# Rewari
Rewari ist eine Stadt (Municipal Council) mit ca. 160.000 Einwohnern im Süden des indischen Bundesstaats Haryana; sie ist das Zentrum der Ahirwal-Region.

## Lage und Klima
Rewari liegt gut 90 km südwestlich der indischen Hauptstadt Delhi in einer Höhe von 250 m. Die Stadt ist Verwaltungssitz des gleichnamigen Distrikts. Das Klima in Rewari wird als lokales Steppenklima bezeichnet. In der Monsunzeit (Juli bis Mitte September) fallen ca. 90 % aller Niederschläge. Der durchschnittliche Jahresniederschlag beträgt 542 mm. Die mittlere Jahrestemperatur liegt bei 25,2 °C.

## Bevölkerungsentwicklung
| Jahr      | 1991   | 2001    | 2011    |
| Einwohner | 75.342 | 100.684 | 143.021 |

Das enorme Bevölkerungswachstum der letzten Jahrzehnte ist im Wesentlichen auf die anhaltende Zuwanderung von Kleinbauern und Tagelöhnern aus den umliegenden Dörfern zurückzuführen. Gut 97 % der Bevölkerung sind Hindus und nur knapp 1 % sind Moslems; der Rest entfällt auf andere Glaubensgemeinschaften (Jains, Sikhs, Christen, Buddhisten). Man spricht Hindi und Haryanvi.

## Wirtschaft
Das Umland von Rewari ist weitgehend kleinbäuerlich strukturiert. Die Stadt selbst war bekannt wegen ihrer Kupfer- und Messingschmiede; inzwischen ist dieser Wirtschaftszweig weitgehend mechanisiert. Rewari ist heute ein wichtiger Eisenbahnknotenpunkt, außerdem kreuzen sich hier mehrere Fernstraßen.

## Geschichte
Die Geschichte der Stadt reicht wahrscheinlich bis ins 5. Jahrhundert v. Chr. zurück; einige behaupten sogar, dass Gautama Buddha in seinem letzten Lebensjahr hier vorbeigekommen sein soll. Im Mogulreich spielte Rewari eine Nebenrolle; im 18. Jahrhundert fiel die Stadt zeitweise an die Marathen und im 19. Jahrhundert an die Briten.

## Sehenswürdigkeiten
Trotz seiner langen Geschichte verfügt Rewari kaum über kulturell oder historisch bedeutsame Bauten; selbst die vier Stadttore stammen erst aus der Kolonialzeit.

## Persönlichkeiten
Hemu, der Heerführer und erste Minister des letzten Suriden-Herrschers Adil Shah Suri, verbrachte in Rewari seine frühen Jugendjahre.